# Мільчани (Свентокшиське воєводство)
Мільчани (пол. Milczany) — село в Польщі, у гміні Самбожець Сандомирського повіту Свентокшиського воєводства.
Населення — 456 осіб (2011).
У 1975-1998 роках село належало до Тарнобжезького воєводства.

## Демографія
Демографічна структура на день 31 березня 2011 року:
|          | Загалом | Допрацездатний вік | Працездатний вік | Постпрацездатний вік |
| -------- | ------- | ------------------ | ---------------- | -------------------- |
| Чоловіки | 225     | 60                 | 143              | 22                   |
| Жінки    | 231     | 48                 | 135              | 48                   |
| Разом    | 456     | 108                | 278              | 70                   |